# Opening of the Y.M.C.A. Playground, Lynchburg, Va.
Opening of the Y.M.C.A. Playground, Lynchburg, Va. è un cortometraggio muto documentaristico statunitense del 1912 di cui non è noto il nome del regista. Il film è girato nella città di Lynchburg, nello Stato della Virginia.

## Produzione
Il film fu prodotto dalla Edison Company.

## Distribuzione
Distribuito dalla General Film Company, il film - un cortometraggio di 120 metri - uscì nelle sale cinematografiche statunitensi il 7 settembre 1912. Nelle proiezioni, veniva programmato con il sistema dello split reel, accorpato in un'unica bobina con un altro cortometraggio prodotto dalla Edison, Bridget's Sudden Wealth.